# معهد هاسو بلاتنر
معهد هاسو بلاتنر (Hasso-Plattner-Institut für Digital Engineering gGmbH)، والمختصر HPI، هو معهد ألماني لتكنولوجيا المعلومات وهيئة التدريس في جامعة بوتسدام الواقعة في بوتسدام بالقرب من برلين. يركز التدريس والبحث في HPI على «هندسة أنظمة تكنولوجيا المعلومات». تأسست HPI في عام 1998 وهي الأولى، واعتبارًا من عام 2018، هيئة التدريس الوحيدة الممولة بالكامل من القطاع الخاص في ألمانيا. يتم تمويلها بالكامل من خلال الأموال الخاصة التي تبرع بها مؤسسها، الأستاذ الدكتور h.c. هاسو بلاتنر، الذي شارك في تأسيس أكبر شركة برمجيات أوروبية SAP SE، ويشغل حاليًا منصب رئيس مجلس إدارة SAP. مدير HPI ومديرها التنفيذي هو الأستاذ الدكتور كريستوف مينيل.

## وصلات خارجية
- الموقع الرسمي